# Alleniella besseri
Alleniella besseri là một loài rêu trong họ Neckeraceae. Loài này được (Lobarzewski) S. Olsson, Enroth & D. Quandt mô tả khoa học đầu tiên năm 2011.